# Zlatá liga 2001
Zlatá liga 2001 – 4. edice cyklu lehkoatletických mítinku Zlatá liga se uskutečnila od 29. června do 31. srpen roku 2001. Pro atlety a atletky kteří zvítězili ve všech šesti závodech byla vypsána prémie 1 milionu dolarů (prémii si rozdělí). V sedmi závodech to dokázala: Violeta Szekely. V pěti závodech to dokázali: André Bucher, Hišám Al-Karúdž, Allen Johnson, Marion Jonesová a Olga Jegorovová.

## Mítink
| Datum        | Závod                | Stadion                 | Město  |
| ------------ | -------------------- | ----------------------- | ------ |
| 29. červen   | Golden Gala          | Stadio Olimpico         | Řím    |
| 6. červenec  | Meeting de Paris     | Stade de France         | Paříž  |
| 13. červenec | Bislett Games        | Bislett Stadion         | Oslo   |
| 20. červenec | Meeting Herculis     | Fontvieille, Monako     | Monako |
| 17. srpen    | Weltklasse Zürich    | Letzigrund              | Curych |
| 24. srpen    | Memoriál Van Dammeho | Stadion krále Baudouina | Brusel |
| 31. srpen    | ISTAF                | Olympiastadion Berlín   | Berlín |

## Výsledky
| Disciplína           | Itálie                 | Francie                | Norsko               | Monako               | Švýcarsko         | Belgie             | Německo            |
| -------------------- | ---------------------- | ---------------------- | -------------------- | -------------------- | ----------------- | ------------------ | ------------------ |
| Muži                 |                        |                        |                      |                      |                   |                    |                    |
| 100 m                | Maurice Greene         | Maurice Greene         | Tim Montgomery       | Bernard Williams     | Tim Montgomery    | Tim Montgomery     | Francis Obikwelu   |
| 800 m                | André Bucher           | André Bucher           | Wilfred Bungei       | André Bucher         | André Bucher      | Jurij Borzakovskij | André Bucher       |
| 1 500 m Mile 2 000 m | Hišám Al-Karúdž        | Ali Saïdi-Sief         | Hišám Al-Karúdž      | Rui Silva            | Hišám Al-Karúdž   | Hišám Al-Karúdž    | Hišám Al-Karúdž    |
| 3 000 m 5 000 m      | Hailu Mekonnen         | Luke Kipkosgei         | Paul Bitok           | Paul Bitok           | Richard Limo      | Hailu Mekonnen     | Paul Bitok         |
| 3 000 m překážek     | Reuben Kosgei          | Wilson Boit Kipketer   | Wilson Boit Kipketer | Wilson Boit Kipketer | Brahim Boulami    | Brahim Boulami     | Cherono            |
| 110 m překážek       | Colin Jackson          | Allen Johnson          | Allen Johnson        | Allen Johnson        | Allen Johnson     | Anier García       | Allen Johnson      |
| Skok daleký          | Kevin Dilworth         | Iván Pedroso           | Kevin Dilworth       | Danil Burkenya       | Kevin Dilworth    | Stringfellow       | Iván Pedroso       |
| Hod oštěpem          | Konstadinos Gatsioudis | Konstadinos Gatsioudis | Peter Blank          | Fagernes Pål         | Raymond Hecht     | Jan Železný        | Jan Železný        |
| Ženy                 |                        |                        |                      |                      |                   |                    |                    |
| 100 m                | Marion Jonesová        | Marion Jonesová        | Marion Jonesová      | Chryste Gaines       | Marion Jonesová   | Marion Jonesová    | Myriam Léonie Mani |
| 800 m                | Stephanie Grafová      | Stephanie Grafová      | Stephanie Grafová    | Maria Mutolaová      | Maria Mutolaová   | Stephanie Grafová  | Maria Mutolaová    |
| 1 500 m              | Violeta Szekely        | Violeta Szekely        | Violeta Szekely      | Violeta Szekely      | Violeta Szekely   | Violeta Szekely    | Violeta Szekely    |
| 3 000 m 5 000 m      | Olga Jegorovová        | Olga Jegorovová        | Edith Masai          | Edith Masai          | Olga Jegorovová   | Olga Jegorovová    | Olga Jegorovová    |
| 400 m překážek       | Nezha Bidouaneová      | Tetiana Antipova       | Tetiana Antipova     | Daimí Pernia         | Nezha Bidouaneová | Nezha Bidouaneová  | Julija Nosovová    |
| Skok vysoký          | Kajsa Bergqvistová     | Venelina Venevová      | Inga Babakovová      | Kajsa Bergqvistová   | Hestrie Cloete    | Vita Palamarová    | Kajsa Bergqvistová |